# Lis Husberg
Lis Husberg, egentligen Anna Elisabet Haglund, ogift Lundkvist, ibland Lundkvist-Husberg, född 18 februari 1920 i Hedesunda församling, död 30 juni 2022 i Fleringe distrikt på Gotland, var en svensk keramiker och tecknare.
Husberg studerade vid Tekniska skolan i Stockholm 1939–1944. Hon deltog i konstutställningen Unga tecknare på Nationalmuseum 1943, samt vid Rörstrands porslinsfabriks utställningar 1945 och 1946. Efter att hon arbetat vid Rörstrands porslinsfabrik under ett år bestämde hon sig för att starta en egen krukkeramikverkstad. 
Hon tilldelades Hemslöjdförbundets första pris 1953 i kategorin modelltävlan. Husberg var gift 1945–1959 med skulptören Lars-Erik Husberg och från 1974 med silversmeden Birger Haglund som avled 2006. Hon är gravsatt i minneslunden på Fleringe kyrkogård.